# Kikujiros sommar
Kikujiros sommar (japanska: 菊次郎の夏 Kikujirō no natsu?) är en japansk film från 1999. Den är skriven och regisserad av Takeshi Kitano, som även är skådespelare i filmen. Filmmusiken är komponerad av Joe Hisaishi. Filmen berättar historien om en ung pojke som ägnar sitt sommarlov åt att leta efter sin mor.

## Handling och roller
Nioårige Masao bor ensam med sin mormor i Tokyodistriktet Shitamachi. En dag får han ett paket, och han hittar ett foto på sin sedan länge försvunna mor. Han får tag på hennes bostadsadress i Toyohashi, många mil västerut. Masao beger sig hemifrån för att leta upp sin mor, och under resan stöter han på mormors grannar – Kikujiro och dennes fru. Kikujiros fru tvingar denne att slå följe med Masao i letandet efter Masaos mor och meddelar samtidigt för mormodern/farmodern att de två bara ska på en utflykt till stranden.
På resan – som Kikujiro först inte tar på riktigt allvar – ägnar sig de två åt vadslagning på spel, slösar bort spelvinster, råkar ut för en våldsman, stjäl en taxi, får lift med en jonglör och hennes pojkvän samt får hjälp av en resande poet. Och resan tar inte slut i Toyohashi.
Handlingen är till stora del uppdelad kapitelvis, enligt motsvarande kapitel i Masaos dagbok.

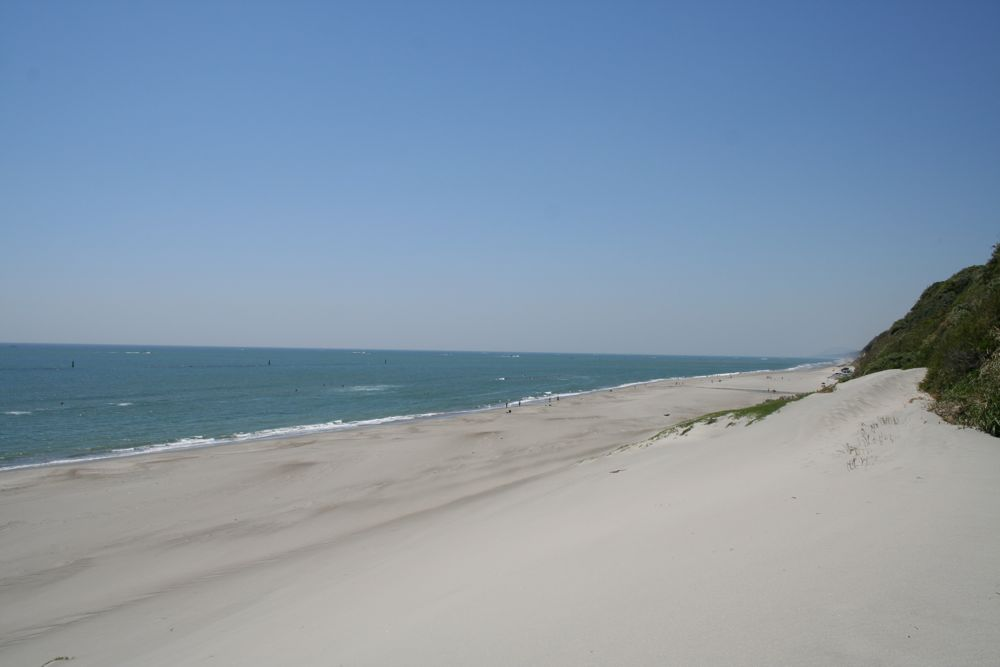
Nioåringen Masao får en sommardag reda på att hans försvunna mor bor i Toyohashi, en stad ute vid havet och långt från Tokyo.

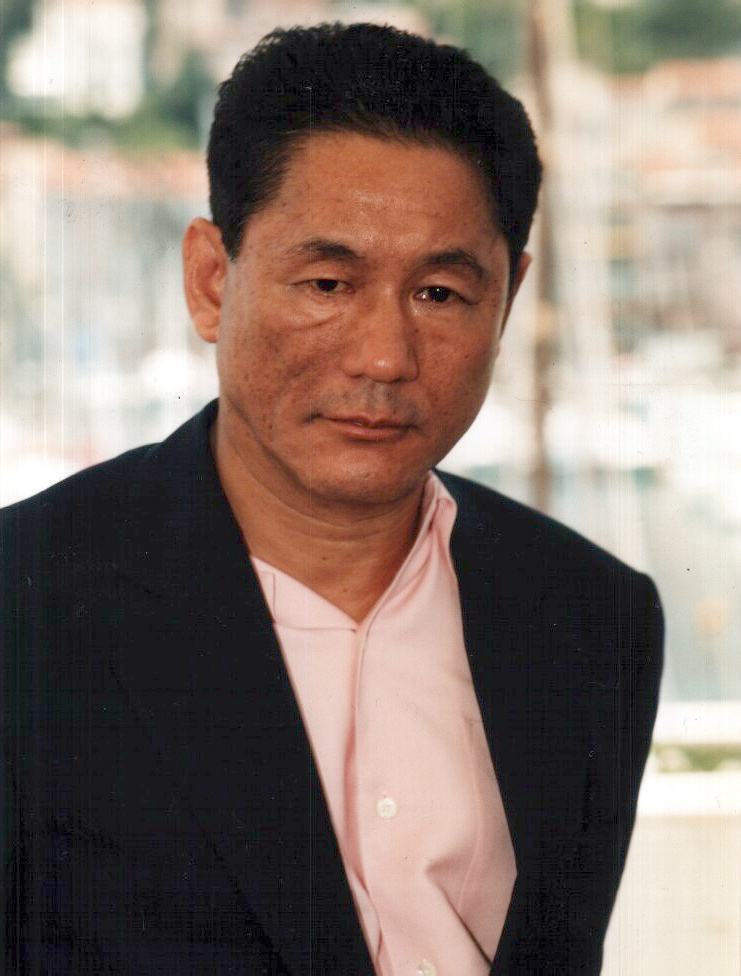
Takeshi Kitano, som regisserat filmen efter eget manus och dessutom spelar titelrollen som den ärrade gangstern Kikujiro.

### Rollista
- Kikujiro Kitano – Beat Takeshi
- Kikujiros fru – Kayoko Kishimoto
- Masao – Yusuke Sekiguchi
- Masaos mor – Yuko Daike
- Masaos mormor – Kazuko Yoshiyuki
- Man vid busshållplats – Beat Kiyoshi
- Cyklist – Rakkyo Ide
- Resenär – Nezumi Mamura
- Jonglör – Fumie Hosokawa
- Skrämmande man – Akaji Maro
- Yakuza-boss – Daigaku Sekine

Källor: 

## Produktion och mottagande
Takeshi Kitano är en filmregissör som mest är känd för sina våldsamma filmer, ofta med anknytning till japansk maffiakultur. Kikujiros sommar är dock en roadmovie med familjefilmskänsla, där Joe Hisaishis filmmusik också spelar en stor roll för stämningen. Kitano är annars en av de två filmregissörer som denne samarbetat med regelbundet; en andre är Hayao Miyazaki. Kitano spelar själv titelrollen, som den ärrade, före detta yakuzamedlemmen Kikujiro och under sitt "skådespelarnamn" Beat Takeshi.
Kitanos inspiration för rollfiguren Kikujiro sägs ha varit hans egen far Kikujiro Kitano. Denne var en hasardspelare som samtidigt försökte försörja sin familj och betala hyran. Filmens Kikujiro är en "fri man" som aldrig haft ett riktigt jobb och lever på sin hustrus inkomster.
Kikujiros sommar visades officiellt på 1999 års filmfestival i Cannes, där den nominerades till Guldpalmen. Joe Hisaishis musik till filmen belönades med japanska filmakademins pris för årets bästa filmmusik. Vid samma prisgala fick Kayoko Kishimoto, för rolltolkning av Kikujiros fru i filmen, emotta priset för årets bästa biroll.